# Hättälven

Hättälven är en älv som förbinder Dammsjön med Östersjön i Filipstads kommun, Värmland. 

## Industrihistoria
Hättälven är 12 km lång, har en fallhöjd på 42 m och har gett kraft till Hättälvens hammare från 1600 till mitten av 1800-talet. Hammarsmedjan byggdes nära älvens mynning i Östersjön ca 3 km söder om Nykroppa.

## Slomning
I Hättälvens vatten fisken finns gott om nors, som lokalt i Värmland kallas slom. I början av maj fiskar man dessa silverglänsande fiskar från båtar försedda med hjälp av gallerflätade vedkorgar, som ska locka till sig stimmen med fisk. Detta fiske kallas slomning vid Hättälven.